# Roxbury (New York)
Roxbury è una cittadina statunitense dello stato di New York, sita nella Contea di Delaware. È la città natale del naturalista e poeta John Burroughs, così come quella dell'imprenditore ferroviario Jason Gould.

## Geografia fisica
Il confine orientale della città tocca le contee di Greene e di Schoharie.
Secondo l'Ufficio del censimento degli Stati Uniti d'America, la città ricopre una superficie totale di 227 km², dei quali 226 terra e 1 acqua.
Il ramo orientale del fiume Delaware ha la sua sorgente in uno stagno nel territorio comunale, a sud della Grand Gorge.